# Samuel Bonis
Samuel B. Bonis (* 24. Oktober 1934 in New York City) ist ein US-amerikanischer Geologe und Vulkanologe. Er gilt als Koryphäe in Bezug auf die Vulkane Mittelamerikas, speziell jene Guatemalas.

## Leben

### Herkunft, Ausbildung und Privatleben
Er kam im New Yorker Stadtbezirk (Borough) Brooklyn als Sohn von Paul und Anna (geborene Friedman) Bonis zur Welt. Am Brooklyn College studierte er Geologie und Wirtschaftswissenschaften und erwarb 1955 seinen Bachelor of Science. Das Studium der Geologie führte er an der Louisiana State University in Baton Rouge fort und schloss es 1957 mit dem Master of Science ab. Dort wurde er im Januar 1967 mit der Dissertation Geologic Reconnaissance of the Alta Verapaz Fold-Belt, Guatemala zum Ph.D. promoviert. 1970 belegte er einen UN-Kurs über Geothermie an der japanischen Universität Kyūshū.
Seit dem 9. April 1960 ist er mit der Guatemaltekin Elba Edith Maldonado verheiratet. Ihre gemeinsamen Kinder Maíté und Ñola Regina haben an einigen seiner Publikationen mitgewirkt. Er lebt zeitweise in Guatemala-Stadt und auf Hawaii.

### Wissenschaftliche Karriere
Zwischen 1957 und 1962 arbeitete er für das Petrochemie-Unternehmen Unocal in Guatemala und führte dort im tropischen Regenwald Kartierungen zur Exploration durch. 
Anschließend war er ab 1963 für das Instituto Geográfico Nacional de Guatemala tätig und leitete umfangreiche Kartierungsprogramme und vulkanologische Studien, war in der Ingenieurgeologie aktiv und erwarb sich Verdienste im Management und bei der Abwehr geologischer Naturgefahren. Internationale Reputation erlangte Bonis unter anderem durch das akribische Sammeln Hunderter Ascheproben im Nachgang einer Eruptionsphase des Stratouvulkans Fuego im Herbst 1974. Die Analyse und Interpretation dieser umfangreichen Sammlung fand Eingang in mehr als 50 wissenschaftliche Aufsätze. Sein besonderes Augenmerk galt stets den sozio-demographischen Aspekten der Vulkanologie sowie den Auswirkungen von Eruptionen auf die ärmere Bevölkerung ländlicher, gering erschlossener Regionen. Zusammen mit Otto H. Bohnenberger Sr. und Gabriel Dengo (1922–1999) bemühte er sich darum, eine nationale geologische Behörde ins Leben zu rufen.
Er blieb dem Instituto bis 1984 verbunden und arbeitete danach als freiberuflicher geologisch-vulkanologischer Berater in Guatemala. Darüber hinaus wirkt er häufig als Redner und Interviewpartner an der Universidad Francisco Marroquín. Nach der Schließung der geologischen Abteilung am Instituto Geográfico Nacional de Guatemala konnten er und einige Kollegen Teile der geologischen Bibliothek retten und übergaben im Jahr 2011 eine umfassende Sammlung ihrer Karten und Fachpublikationen an die Universidad Rafael Landívar, die Biblioteca Ludwig von Mises, die Universidad Francisco Marroquín sowie an die Universidad del Valle de Guatemala.
Bereits 1966 hatte Bonis einen kurz befristeten Posten als Lehrbeauftragter für Historische Geologie an der Louisiana State University erhalten. Im Januar 1968 ernannte man ihn am Department of Earth Sciences des Dartmouth College in Hanover, New Hampshire, zum Adjunct Professor (≈ außerplanmäßiger Professor) für Geologie. Er wirkte dort als Privatdozent, ohne festes Mitglied des Lehrkörpers zu sein. Sein Vertrag lief in den 2000er Jahren aus. 1976 fungierte er als Direktor und Professor in der Organization of Tropical Studies (OTS), einem internationalen Hochschulnetzwerk, das mehrere biologische Forschungsstationen in Costa Rica betreibt. Ferner zählte er zu den wissenschaftlichen Beratern der Michigan Technological University für geologische Exkursionen in Guatemala und war auch an der Universidad del Valle de Guatemala beschäftigt.

## Mitgliedschaften
Bonis ist Mitglied der International Association of Volcanology and Chemistry of the Earth’s Interior, der Sociedad Geológica de Guatemala, der Association of Geoscientists for International Development (Mitbegründer 1974 und Ratsmitglied 1976–1984), der American Association of Petroleum Geologists, der New York Academy of Sciences sowie von Sigma Xi. Im Jahr 1995 zeichnete ihn die guatemaltekische Regierung mit dem „Orden der weißen Orchidee“ aus und 2017 wurde er für die Krafft-Medaille nominiert.

## Schriften
Bücher und Karten
- Bonis, S. B.: Geología del area de Quetzaltenango. Instituto Geográfico Nacional, 1965.
- Bonis, S. B.: Excursion guide book for Guatemala. Instituto Geográfico Nacional, 1967.
- Bonis, S. B.: Geologic Reconnaissance of the Alta Verapaz Fold-Belt, Guatemala. 1967.
- Bonis, S. B.: Mapa geológico de la República de Guatemala. 1970.
- Bonis, S. B.; Bohnenberger, O.; Dengo, G.: Mapa geológico de Guatemala, a escala 1:500,000. Instituto Geográfico Nacional, 1970.
- Bonis, N. R.; Bonis, S. B.; Bonis, S. M.: Bibliografía de la Geología de Guatemala 1966–1983. Centro de Investigaciones Regionales de Mesoamérica, 1990.
- Bonis, S. B.: Geologic map of Coban Quadrangle, Guatemala. Instituto Geográfico Nacional, 2007.
- Bonis, S. B.: In the Volcanic Mountains of Guatemala. Universidad Francisco Marroquín, 2010.

Beiträge in Sammelbänden
- Bonis, S. B. et al.: Stratigraphy and geologic history. In: Bundschuh, J.; Alvarado, G. E. (Hrsg.): Central America. Geology – Resources – Hazards, Taylor & Francis, London, 2007, Seiten 345–394.
- Bonis, S. B. et al.: Volcanic activity, hazards, and monitoring. In: Bundschuh, J.; Alvarado, G. E. (Hrsg.): Central America. Geology – Resources – Hazards, Taylor & Francis, London, 2007, Seiten 1155–1188.

Fachartikel
- Bonis, S. B. et al.: Age of pumice deposits in Guatemala. In: Geological Society of America Bulletin, Vol. 77, № 2, 1966, Seite 211–212.
- Bonis, S. B.: A summary of the geology of Guatemala. In: Trabajos tecnicos presentados en la segunda reunión de geologos de América Central, In: Publicaciones Geológicas del Instituto Centroamericano de Investigación y Tecnología Industrial, № 2, 1969, Seiten 76–80.
- Bonis, S. B.; Rose, W. I.; Stoiber, R. E.: Volcanic activity at Santiaguito volcano, Guatemala. June 1968 – August 1969. In: Bulletin of Volcanology, Vol. 34, № 1, 1970, Seiten 295–307.
- Bonis, S. B.; Bohnenberger, O.; Dengo, G.: Tectonics and volcanism along the Pacific marginal zone of Central America. In: Geologische Rundschau, Vol. 69, № 3, 1970, Seiten 1215–1232.
- Bonis, S. B.; Salazar, O.: The 1971 and 1973 eruptions of volcán Fuego, Guatemala, and some socio-economic considerations for the volcanologist. In: Bulletin of Volcanology, Vol. 37, № 3, 1973, Seiten 394–400.
- Bonis, S. B. et al.: Studies of volcanic ash from two recent Central American eruptions. In: Bulletin of Volcanology, Vol. 37, № 3, 1973, Seiten 338–364.
- Bonis, S. B.; Pearson, T.; Rose, W. I.: Nuée ardente eruption from the foot of a dacite lava flow, Santiaguito volcano, Guatemala. In: Bulletin of Volcanology, Vol. 40, № 1, 1976, Seiten 23–38.
- Bonis, S. B.; Woodruff, L. G.; Rose, W. I.: Magma composition changes during the 1974 eruption of Volcán Fuego. Result of vertical variations of H2O during shallow intertelluric crystal fractionation. In: Transactions – American Geophysical Union, Vol. 57, № 4, 1976, Seite 346.
- Bonis, S. B.: 1974 eruption of volcano de-Fuego, Guatemala. In: Transactions – American Geophysical Union, Vol. 57, № 4, 1976, Seite 845.
- Bonis, S. B. et al.: The October 1974 basaltic tephra from Fuego Volcano. Description and history of the magma body. In: Journal of Volcanology and Geothermal Research, Vol. 4, № 1–2, August 1978, Seiten 3–53.
- Bonis, S. B.; Davies, D. K.; Quearry, M. W.: Glowing avalanches from the 1974 eruption of the volcano Fuego, Guatemala. In: Geological Society of America Bulletin, Vol. 89, № 3, 1978, Seiten 369–384.
- Bonis, S. B.; Davies, D. K.; Combs, M. J.: Airfall tephra from the 1974 eruption of the volcano Fuego, Guatemala. In: Geological Society of America Bulletin, Vol. 89, 1978, [keine Angabe der Nummer oder Seitenzahl].
- Bonis, S. B. et al.: Deposition and diagenesis of Tertiary-Holocene volcaniclastics, Guatemala. In: Scholle, P. A.; Schluger, P. R. (Hrsg.): Aspects of Diagenesis. In der Reihe: Society of economic paleontologists and mineralogists special publication, Vol. 26, 1979, Seiten 281–306.